# 桑日卡
46°13′42″N 30°36′14″E / 46.22833°N 30.60389°E

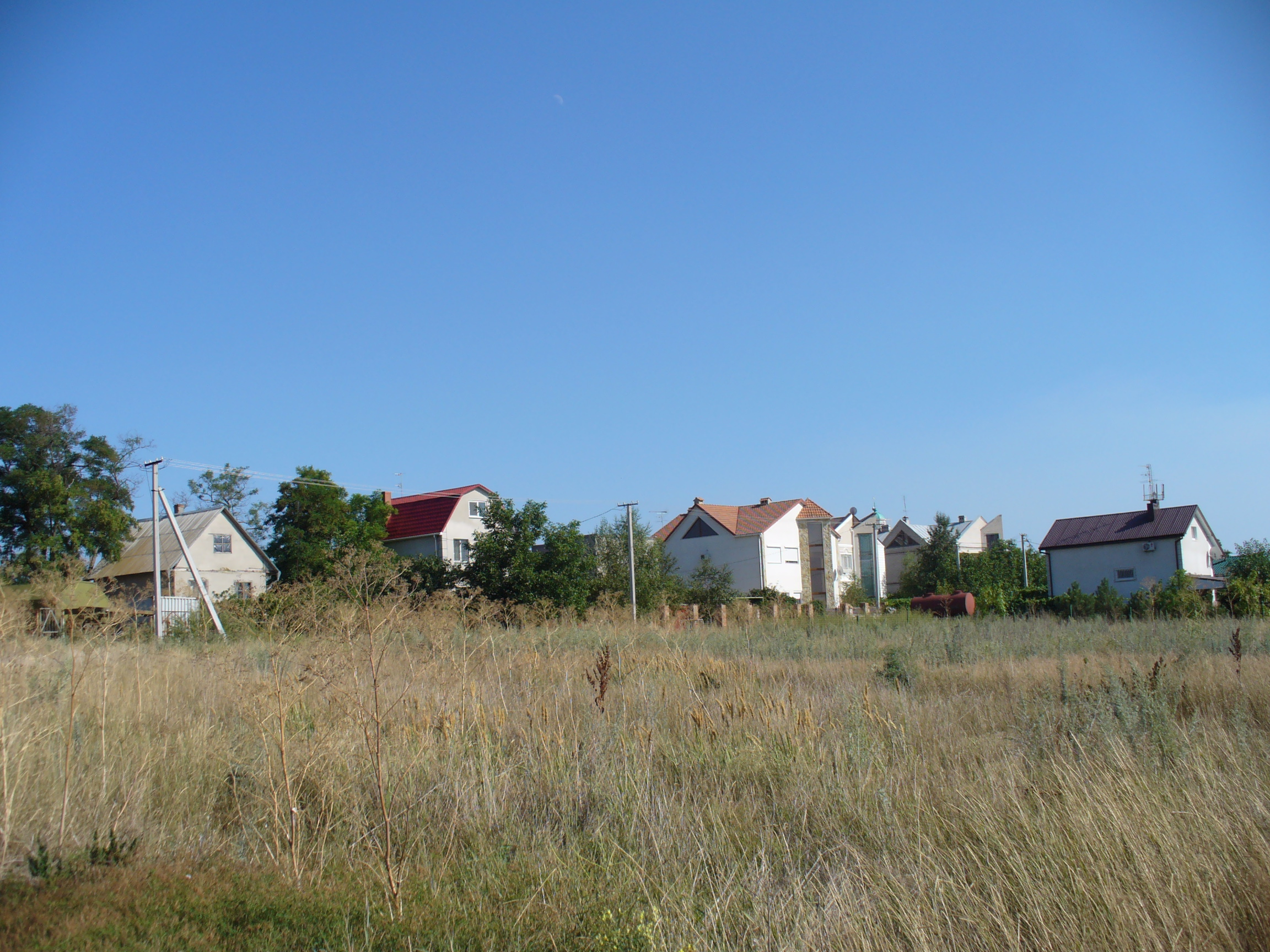

桑日卡（烏克蘭語：Санжійка）是位於烏克蘭西南部的村莊，由敖德萨州敖德萨区的達利尼克市鎮負責管轄。該村始建於1792年，面積2.26平方公里，海拔高度17米，2001年人口791。